# ラウラ・バッシ

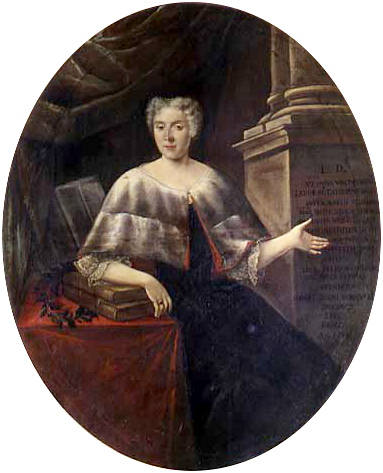
Laura Bassi

ラウラ・バッシ（Laura Bassi, 1711年10月31日 - 1778年2月20日）はイタリアの物理学者、科学者。ヨーロッパの大学で初めて教授となった女性である。
1732年にボローニャ大学の解剖学の教授に任命された。

## 来歴
ボローニャで、経済的に恵まれない環境のもとに生まれた。きょうだいのうちで一人だけ生き残った。弁護士だった父は、たったひとりの子によりよい教育を受けさせたいと望んだ。5歳のときにラテン語やフランス語、数学の学習を始めた。12歳のとき、医学教授の直弟子としてボローニャ大学への入学が許された。
1731年、19歳のとき、師の医学教授がラウラの語学と自然哲学への造詣を見抜き、その知識を披露して能力を試す催しを開いて地元の一流の学者たちを招いた。ランベルティーニ枢機卿、のちの教皇ベネディクトゥス14世も出席者の一人として感銘を受けた。1732年、ボローニャ科学芸術アカデミーの名誉会員となった。同1732年、大学と市議会の決定により、哲学の学位が授与された。弁論会は1732年4月17日に執り行われた。学位取得のために行われた発表における演題は49あり、大半が物理学関連で、形而上学や論理学に関するものもあった。このとき大学で講義を行う権利も得たが、その際には教授からの特認が必須だった。
1735年、ガブリエッレ・マンフレディ（1681-1761）のもとで数学の研究に着手した。同1735年、女性として初めて、バチカン図書館の蔵書と文書が開放された。
1738年に医師ジュゼッペ・ヴェラッティ（Giuseppe Veratti、1707-1793）と結婚して5人の息子と3人の娘をもうけた。このうち、ラウラの死の際に存命だったのは4人の息子だけだった。
1745年、教皇ベネディクトゥス14世の後押しにより、科学アカデミーの正式な一員となるよう招聘をうけ、特別会員として、また唯一の女性会員として迎えられた。しかし大学の教壇にのぼる機会は増えなかった。
1749年、自宅で実験物理学の講義を開いた。講座は盛況で、ほぼ20年続いた。
1776年、65歳のときに長年の実績が認められて応用物理学の正教授の地位を授かった。亡くなるまで2年間、その役職のもとで勤め上げた。

## 教授、研究者として
ボローニャ大学の「特認」教授の立場に甘んじることなく、自宅で開講し、ニュートン力学などの講義で高い評価を得た。科学関連の著作は一冊も発表しなかったが、教師として多忙を極めた。自宅と科学アカデミーの両方で応用物理学、理論物理学、化学、数学の講義を40年以上続けた。
講義録は後世にほとんど伝えられていない。扱われたテーマの一覧がボローニャ科学アカデミーに残っており、講義の三分の一は流体の研究に費やされていた。エミリー・デュ・シャトレの書いた物理学教本を講義で使っていた。
講義のかたわら、研究室でさまざまな実験を行った。特に電気実験に関する研究に取り組み、電気の持つ治療効果に着目し、夫の研究に貢献した。夫ジュゼッペの電気療法についての論文はヨーロッパ中に知られ、フランス語に翻訳された。ラウラと夫の実験は、電気関連の研究を発展させた。
ラウラはベンジャミン・フランクリンとほぼ同時代の1740年代に電気に関する実験を行なっており、フランスの物理学者ジャン＝アントワーヌ・ノレ（1700-1770）やフランクリンと書簡を交わしていた。また、アレッサンドロ・ボルタとも交流をもっていた。